# Catilina Aubameyang
Catilina Aubameyang (ur. 1 września 1983 w Libreville) – piłkarz gaboński grający na pozycji lewego pomocnika lub napastnika. Posiada także obywatelstwo francuskie.

## Kariera klubowa
Aubameyang urodził się w stolicy Gabonu, Libreville, ale później wyjechał do Włoch i tam też rozpoczął piłkarską karierę. Na początku rozpoczął treningi w AC Reggiana 1919, ale w 2000 roku jako 17-latek trafił do szkółki piłkarskiej A.C. Milan. W 2001 roku został przesunięty do pierwszego zespołu, ale wystąpił tylko w jednym meczu Pucharu UEFA przeciwko białoruskiemu BATE Borysów (4:0). Natomiast w sezonie 2002/2003 zagrał w jednym meczu Serie A (w ostatniej kolejce, 24 maja w przegranym 2:4 z Piacenzą Calcio) oraz w jednym w Lidze Mistrzów przeciwko Deportivo La Coruña.
Nie mogąc wywalczyć miejsca w składzie Milanu Catilina był ciągle wypożyczany do innych zespołów. W sezonie 2003/2004 występował w Serie B w Triestinie Calcio. W sezonie 2004/2005 był wypożyczony najpierw do Rimini Calcio (Serie C1/B), ale zaliczył tam ledwie 4 mecze, a potem do Ancony Calcio (Serie C2/B). Natomiast na sezon 2005/2006 Aubameyang wyjechał do Szwajcarii, gdzie grał w drugoligowych AC Lugano i FC Chiasso. Po sezonie rozwiązał kontrakt z Milanem i wrócił do ojczyzny, gdzie przez sezon występował w FC 105 Libreville. Natomiast od stycznia 2007 do lata był zawodnikiem Paris FC, w którym występował na szczeblu trzeciej ligi. W sierpniu podpisał kontrakt z AC Ajaccio. Natomiast w sezonie 2010/2011 grał w Gazélec Ajaccio. Następnie grał w rodzimych FC 105 Libreville i FC Sapins Libreville oraz włoskich amatorskich klubach: Verbano Calcio, UC Cairate, FC Tradate, Mozzate Calcio i FC Fagnano Olona.
| Sezon   | Klub                 | Kraj       | Rozgrywki               | Mecze | Bramki |
| ------- | -------------------- | ---------- | ----------------------- | ----- | ------ |
| 2001/02 | A.C. Milan           | Włochy     | Serie A                 | 0     | 0      |
| 2002/03 | A.C. Milan           | Włochy     | Serie A                 | 1     | 0      |
| 2003/04 | Triestina Calcio     | Włochy     | Serie B                 | 11    | 0      |
| 2004/05 | Rimini Calcio        | Włochy     | Serie C1                | 4     | 0      |
| 2004/05 | Ancona Calcio        | Włochy     | Serie C2                | 12    | 0      |
| 2005/06 | AC Lugano            | Szwajcaria | Challenge League        | 10    | 0      |
| 2005/06 | FC Chiasso           | Szwajcaria | Challenge League        | 10    | 0      |
| 2006    | FC 105 Libreville    | Gabon      | 1. liga                 | ?     | ?      |
| 2006/07 | Paris FC             | Francja    | Championnat National    | 11    | 1      |
| 2007/08 | AC Ajaccio           | Francja    | Ligue 2                 | 13    | 0      |
| 2008/09 | AC Ajaccio           | Francja    | Ligue 2                 | 9     | 0      |
| 2010/11 | Gazélec Ajaccio      | Francja    | CFA                     | 7     | 0      |
| 2010/11 | FC 105 Libreville    | Gabon      | Championnat National D1 | ?     | ?      |
| 2011/12 | FC Sapins Libreville | Gabon      | Championnat National D1 | ?     | ?      |
| 2012/13 | FC Sapins Libreville | Gabon      | Championnat National D1 | ?     | ?      |
| 2013/14 | Verbano Calcio       | Włochy     | Eccellenza Lombardia    | 1     | 0      |
| 2013/14 | UC Cairate           | Włochy     | Promozione Lombardia    | 11    | 1      |
| 2014/15 | FC Tradate           | Włochy     | Promozione Lombardia    | 13    | 1      |
| 2014/15 | Mozzate Calcio       | Włochy     | Promozione Lombardia    | 11    | 1      |
| 2015/16 | FC Fagnano Olona     | Włochy     | Seconda Categoria       | ?     | ?      |
| 2016/17 | FC Fagnano Olona     | Włochy     | Prima Categoria         | ?     | ?      |

## Kariera reprezentacyjna
Aubameyang zaliczył w swojej karierze jeden występ w młodzieżowej reprezentacji Francji U-19, a w 2004 roku zadebiutował w pierwszej reprezentacji Gabonu.